# 天皇誕生日

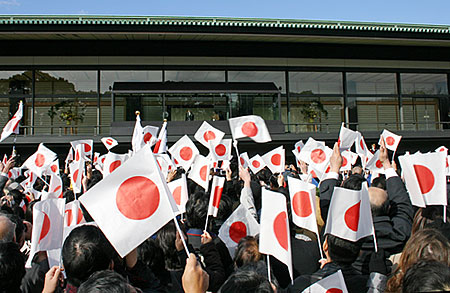
2004年12月23日的一般祝壽，群眾揮舞日本國旗

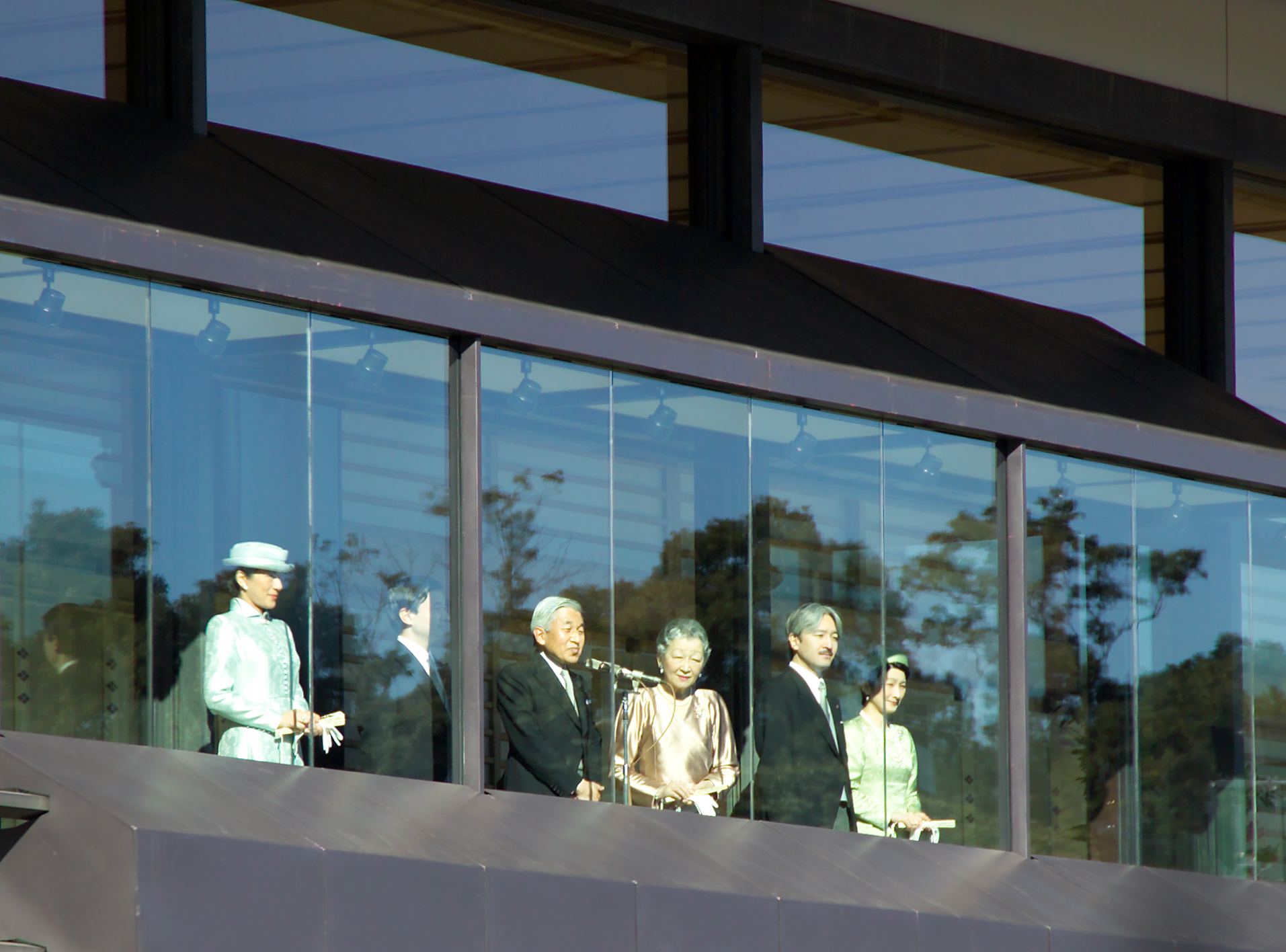
2005年12月23日的一般祝壽，皇室成員在長和殿隔著防彈玻璃面向群眾

天皇誕生日（日语：／ Tennō tanjyōbi）是日本節日之一，是慶祝日本今上天皇（在位中的天皇）生日之節日，第二次世界大戰結束前又稱為天長節（日语：／ Tenchōsetsu）。日期會隨著天皇的更迭而有所變動，目前（德仁天皇）的日期為2月23日。現在該日於皇居的長和殿會舉辦一般祝壽儀式，天皇家族成員出席，並開放民眾進入殿前廣場向天皇祝壽。

## 概說
天長節之名源自中國唐玄宗的生日，出自《老子》「天長地久」一詞。傳入日本後，日本天皇生日也稱為天長節，最早由奈良时代光仁天皇使用，之後曾廢止不用。明治政府時，以四大节日之一的名目再次將之恢復，并在1873年成为国家正式節日。1948年廢止了天長節，改名天皇誕生日而持續至今，為國定假日。
相對的，日本皇后的生日稱為「地久節」，但非國定假日。1948年7月，地久節改稱皇后誕生日。

## 歷代日期
| 在位天皇         | 西曆           | 日期     |
| ---------------- | -------------- | -------- |
| 光仁天皇（白壁） | 770年 －781年  | 11月18日 |
| 仁孝天皇（惠仁） | 1817年－1845年 | 3月26日  |
| 孝明天皇（統仁） | 1846年－1866年 | 7月22日  |
| 明治天皇（睦仁） | 1867年－1911年 | 11月3日  |
| 大正天皇（嘉仁） | 1912年－1926年 | 8月31日  |
| 昭和天皇（裕仁） | 1927年－1988年 | 4月29日  |
| 明仁             | 1989年－2018年 | 12月23日 |
| 德仁             | 2020年－       | 2月23日  |